# Hydroporus
Hydroporus é um género de escaravelho da família Dytiscidae.
Este género contém as seguintes espécies:
- Hydroporus compunctus
- Hydroporus pilosus